# Elland Road
Elland Road je nogometni stadion koji se nalazi u Leedsu, Engleska. Na njemu domaće utakmice još od osnivanja 1919. godine igra nogometni klub Leeds United F.C.. Kapacitet stadiona je 37.890 sjedećih mjesta.
Stadion je otvoren 1887. godine. Prije osnivanja Leeds Uniteda na Elland Roadu su igrali Leeds City i Holbeck Rugby Club. Najveća posjeta je zabilježena 15. marta 1967. godine na utakmici između Leeds Uniteda i Sunderlanda kojoj je prisustvovalo 57.892 gledalaca. Na stadionu su muzičke koncerte održali: Queen, U2, Happy Mondays, Kaiser Chiefs i Rod Stewart. Elland Road je 12. najveći stadion u Engleskoj.

## Napomene
1. ↑  Greenfield Investment je u vlasništvu predsjednika kluba Leeds Uniteda, Andrea Radrizzanija, koji ne naplaćuje najam kluba za Elland Road.

## Vanjske poveznice
|  | Zajednički poslužitelj ima još gradiva o temi Elland Road |